# غزالة مروضة قليلا (رواية)
غزالة مروضة قليلا (بالإنجليزية: Some Tame Gazelle)‏ هي رواية للكاتبة الإنجليزية باربرا بيم، نشرت عام 1950، عن دار نشر جوناثان كيب.